# Gendarmerie nationale (Côte d'Ivoire)
Pour les autres articles nationaux ou selon les autres juridictions, voir Gendarmerie.
En Côte d'Ivoire, la gendarmerie nationale est une force armée chargée des missions de police et placée sous la tutelle du ministère de la Défense, créée en 1960 à l'indépendance.

## Missions
Créée par la loi no 60-209 du 27 juillet1960, la gendarmerie est habituellement chargée de la sécurité dans les zones rurales et dans les zones périurbaines, tandis que la police nationale est chargée des zones urbaines.
La gendarmerie assure des missions diverses qui font sa spécificité :
- des missions judiciaires : constatation des infractions, recherche et interpellation des auteurs d'infractions à la loi pénale, enquêtes judiciaires.
- des missions administratives : sécurité publique, maintien de l'ordre, assistance et secours, circulation routière,
- des missions militaires : police militaire, prévôté et opérations extérieures.

## Organisation
La gendarmerie nationale est dirigée par le Général de corps d'armée TOURE Alexandre Apalo et comprend 15 000 gendarmes. Elle est répartie en plusieurs régions Mobile et Territoriale sur l'ensemble du territoire national ivoirien. Elle peut être appelée en renfort de l'armée en cas de crise nationale.
Elle se compose de formations d'active et de formations de réserve.
Elle comprend :
1. le Commandement supérieur de la gendarmerie nationale ( CSGN ) ;
2. l'inspection générale de la gendarmerie nationale ;
3. La Gendarmerie Territoriale ;
4. La Gendarmerie Mobile ;
5. Les Unités Spécialisées ;
6. Les Unités Rattachées ;
7. Le Commandement des Ecoles ;

À chaque région correspond une région de gendarmerie dont le commandant est directement subordonné à un commandant supérieur de la gendarmerie nationale. Cet officier commande toutes les unités de gendarmerie départementale implantées dans sa région.

### Commandement supérieur de la gendarmerie  nationale
Le Commandement supérieur de la gendarmerie nationale assure la direction des formations et unités. Il élabore la doctrine d’emploi, oriente et coordonne leur action. Il constitue également un organe d'aide à la décision politique pour tout ce qui concerne la gendarmerie en administration centrale (budget, emploi...). Ce corps fait partie du ministère de la Défense ivoirien.

### Inspection générale
L'inspection générale de la gendarmerie nationale, créée en 2005, comprend plusieurs services, dont l'inspection technique de la gendarmerie nationale chargée notamment de veiller à la déontologie et d'enquêter sur les éventuelles infractions commises par les membres de la gendarmerie.

### Organismes de formation du personnel
La Gendarmerie ivoirienne dispose de deux écoles pour la formation de son personnel :
- l'École de gendarmerie d'Abidjan ( EGA ) située à Cocody qui, en plus de former les sous-officiers de gendarmerie ivoiriens, intègre en son sein l'E.N.V.R (École Nationale à Vocation Régionale) destinée à la formation des officiers des pays de la sous-région (Burkina Faso, Cameroun, Bénin, etc.).
- l'École de gendarmerie de Toroguhé (EGT) située à Daloa, à environ 400 km d'Abidjan, fondée en 1998 pour accueillir le nombre sans cesse croissant d'élèves . Cette école assure la formation des sous-officiers de première et deuxième année de gendarmerie[2].Gendarmerie Territoriale

### Gendarmerie territoriale
La Territoriale est au contact régulier de la population. Elle assure principalement des missions de prévention, la répression, la police judiciaire ou police administrative. Elle est composée en 2019 de 6 légions, 32 compagnies et 164 brigades.
Chaque brigade est chargée de la surveillance jour et nuit d’une ou de plusieurs communes ainsi que de l’accueil du public. Les gendarmes y reçoivent les plaintes, effectuent les enquêtes administratives et judiciaires. La Gendarmerie, depuis le ministère de l'Intérieur, garde des liens avec l'Armée et le ministère de la Défense. Elle travaille en collaboration avec la Police nationale, la police municipale, la douane ivoirienne et les forces de police étrangères grâce à Interpol.
Elle est dirigée depuis 2022 par le général de brigade  Ayemou Roger (succédant au colonel-major Ousmane Yéo  ).

### Gendarmerie mobile
La Mobile est composée de six légions mobiles sur l’ensemble du territoire. Elle est chargée de mission spécifique en matière de sécurité, d'intervention, de protection, de recherche, et de surveillance. 
Elle intervient également au profit de la gendarmerie départementale et des formations spécialisées en fournissant des renforts :
- ponctuels lors d'événements demandant des effectifs nombreux (services d'ordre, recherches et battues, etc.)
- ou spécialisés (Démineurs, escadrons Para-Commando, Escadrons Blindés, Escadrons Aéro-Portuaire, Brigade Cynophile, etc.)
- permanents (par roulement de ses unités) dans certaines régions ou dans certaines zones sensibles.

L'unité de base de la gendarmerie mobile est l'escadron commandé par un capitaine ou un chef d'escadron. Un très fort pourcentage de jeunes gendarmes sont affectés en gendarmerie mobile à l'issue de leur formation initiale pour parfaire celle-ci et acquérir une première expérience avant un transfert en gendarmerie départementale.
La féminisation est en cours d'expérimentation avec une première phase limitée à quatre femmes qui ont intégré les écoles de Gendarmerie qui a débuté au milieu de l'année 2014.

### Unités spécialisées

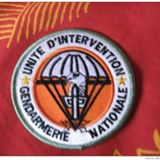
Écusson de l'UIGN

- L'Unité d'intervention de la Gendarmerie Nationale (UIGN) est composée d'environ 420 personnes (52 officiers de carrière et un peu plus de 300 sous-officiers de gendarmerie spécialement entraînés et équipés pour faire face à des missions anti-terroristes. Calqué sur le modèle du GIGN français, il sert uniquement de force anti-terroriste contrairement au GIGN français.
- La Brigade de Sécurité de la Gendarmerie Nationale quant à elle est plus active et a pour mission :
  - le maintien de l'ordre et de la sécurité
  - la lutte contre les coupeurs de route
  - l'organisation de patrouilles mixte en collaboration avec la police, le CCDO, l'armée de terre, etc.
  - la sécurisation des fêtes de fin d'année (opération Téré, opération Mirador, opération Aube Bonne Nouvelle, etc)
  - la lutte contre les barrages illégaux et le racket

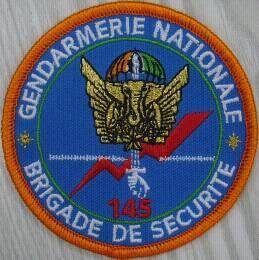
Écusson de la Brigade de Sécurité

Le numéro d'appel d'urgence de la Brigade de sécurité est le 145.
- L'Escadron de Protection des Hautes Personnalités (EPHP)Logo du CCDO
- Les Escadrons Para-Commando

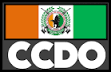
Logo du CCDO

- Les Groupements Aéro-Portuaires sont chargés de la protection des sites stratégique (Port d'abidjan et de San Pédro, Aérodrome et Aéroport International, etc.)
- Les Brigades Cynophiles
- Le Groupement d'Escadrons Blindés (GEB) est doté de véhicules blindés à roues
- Les Unités de Déminage
- Le Centre de coordination des décisions opérationnelles (CCDO)[4] avec la mobilisation de plus de 750 policiers, gendarmes et militaires sous l’autorité des officiers de  la police, de la gendarmerie et des FRCI. Ses six missions principales sont :
  - la sécurisation des sites stratégiques
  - la lutte contre le grand banditisme
  - la lutte contre toutes les formes de terrorisme
  - la prévention des atteintes à la sûreté de l’État
  - la gestion des grands évènements à travers le renseignement notamment
  - la gestion des secours en cas de catastrophe naturelle ou industrielle dans les grandes villes

Le numéro d'appel d'urgence du CCDO est le 111.
Outre le CCDO, les Unités Spécialisées de la Gendarmerie et les Escadrons Mobiles sont sous les ordres du général en second chargé des Unités Spécialisées de la Gendarmerie : le général de Division Nicolas Kouakou.

## Grades
La Gendarmerie possède quatre catégorie de choix : les réservistes, les adjoints volontaires, les sous-officiers et officiers.
- Les Réservistes (corps accessible par concours civil ou par ancienneté dans le métier), ne possèdent pas de grade en Gendarmerie
- Les Volontaires (GAV//ADJG//ADJA) (corps accessible par concours civil ou concours réserviste)
  - 1re Classe qui est un élève au volontariat de la Gendarmerie Ivoirienne
  - Brigadier (Corps des Volontaires)
  - Brigadier-Chef (Corps des Volontaires)

- Sous-officiers (corps accessible par concours civil ou concours volontaire)
  - Maréchal des Logis
  - Maréchal des Logis-Chef
  - Adjudant
  - Adjudant-Chef
  - Major

- Officiers
  - Sous-Lieutenant
  - Lieutenant
  - Capitaine
  - Commandant/Chef D'Escadron
  - Lieutenant-Colonel
  - Colonel de Gendarmerie

## Images

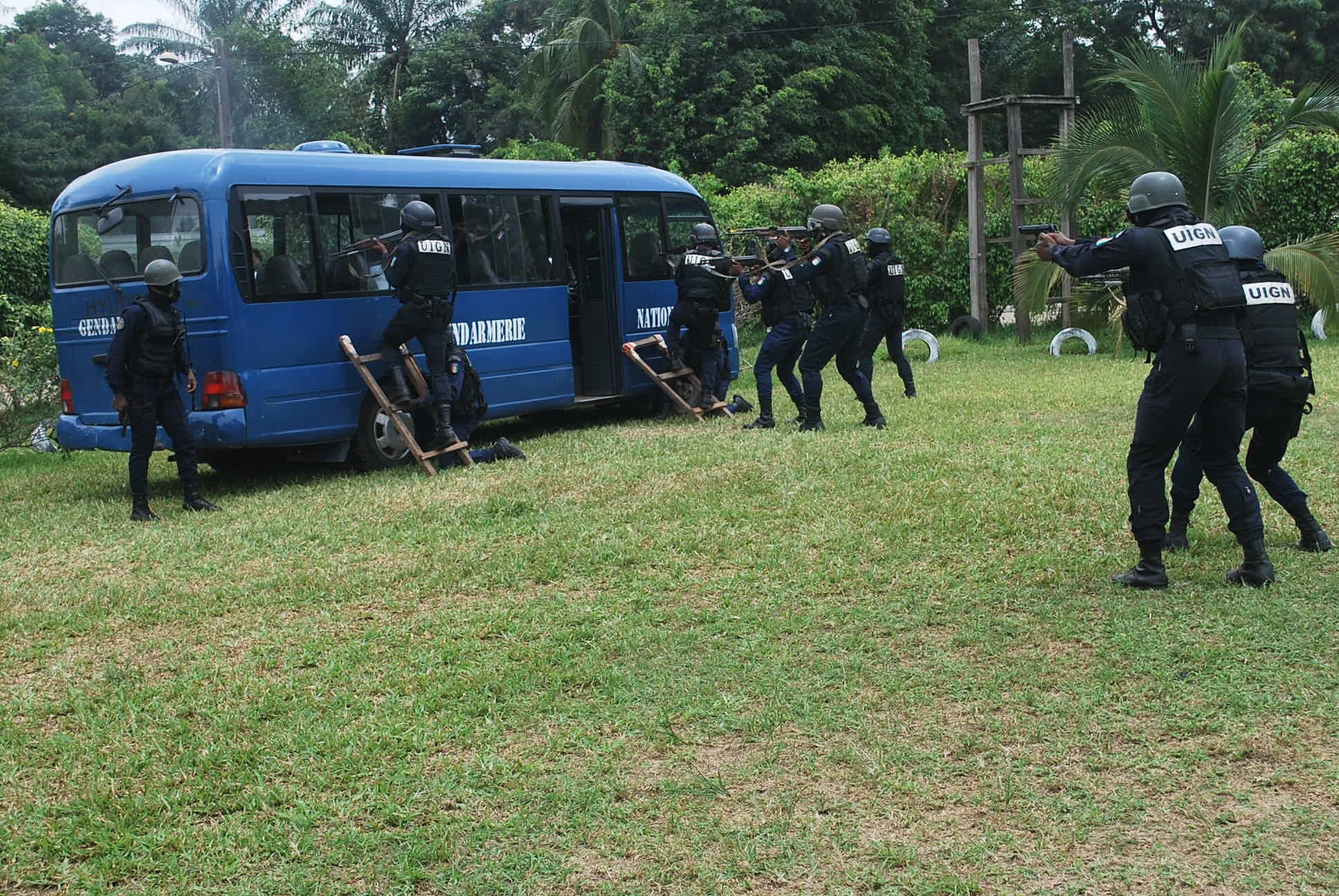
L'UIGN en exercice
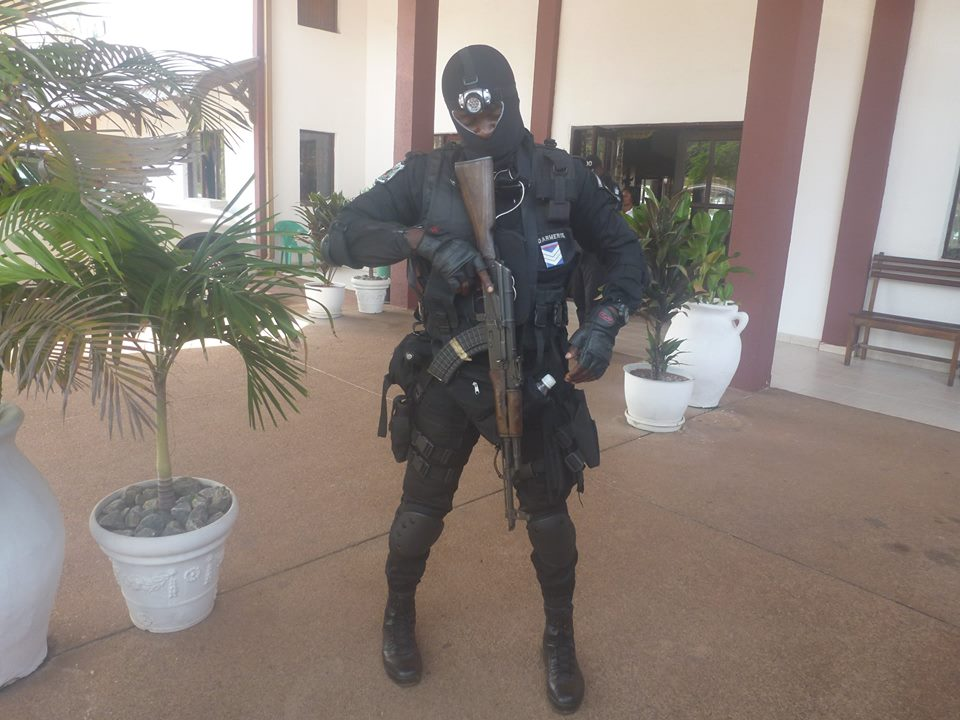
Un gendarme du CCDO